# Zawady (powiat olsztyński)
Zawady (dawniej niem. Sawadden) – wieś w Polsce położona w województwie warmińsko-mazurskim, w powiecie olsztyńskim, w gminie Olsztynek.
W latach 1975–1998 miejscowość należała administracyjnie do województwa olsztyńskiego. W latach 1973–74 w gminie Grunwald.
Wieś mazurska, położona wśród pól, pomiędzy Elgnówkiem i Platynami, prowadzi do niej droga gruntowa od strony Elgnówka. 

## Historia
Wieś powstała w 1765 roku. W 1933 ówczesne władze niemieckie w ramach akcji germanizacyjnej zmieniły urzędową nazwę wsi Sawadden na Jungingen. W 1997 we wsi było 15 domów, w których mieszkało 60 osób. W 2005 we wsi było 15 domów i 45 mieszkańców.

## Zabytki
- Cmentarz katolicki z XIX wieku, znajduje się w odległości 100 m na północ od Zawad, przy drodze do Platyn.